# Ioan Ghyka Cantacuzene

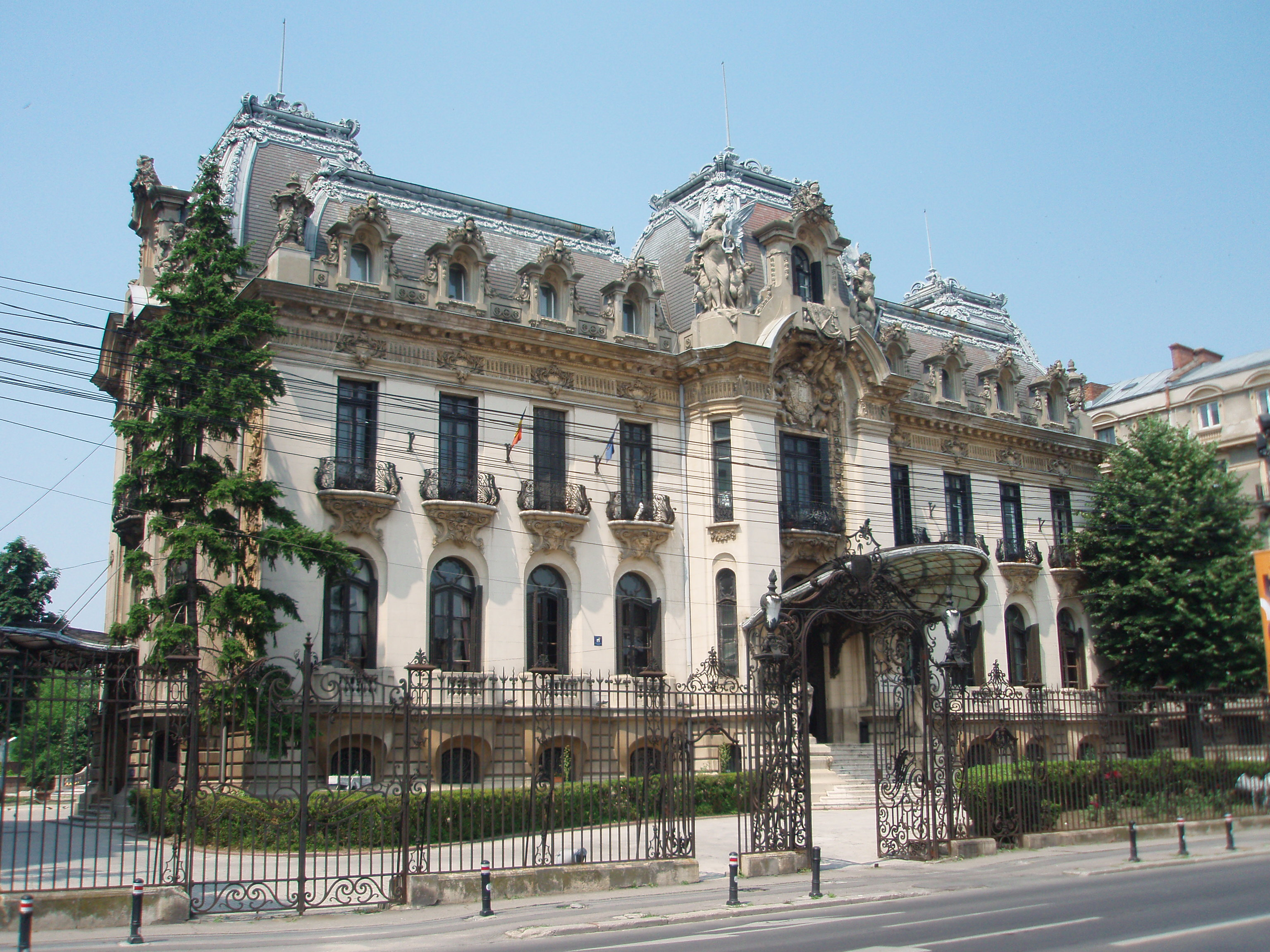
Cantacuzene-Familienvilla Palatul Cantacuzino in Bukarest, heute das Nationalmuseum George Enescu

Prinz (Prințul) Ionel Nicolae „Ioan“ Ghyka Cantacuzene oder Cantacuzène, auch Prince Jean Ghika Cantacuzino (* 5. Februar 1904 in Florești; † 30. Mai 1932 in Bukarest) war ein rumänischer Adeliger, Flieger und Autorennfahrer.

## Familie
Ioan Ghyka Cantacuzene war ein Mitglied der walachisch-rumänischen Adelsfamilien Cantacuzino (auch Cantacuzene), die von der früheren byzantinischen Kaiserfamilie Kantakuzenos abstammt, und Ghika (auch Ghica, Ghyka). Sein Großvater Gheorghe Grigore Cantacuzino war Bürgermeister von Bukarest und zwischen 1899 und 1907 zweimal Ministerpräsident des Königreichs Rumänien. Sein Vater war Nicolae Ghika (Ghyka) (1862–1943), seine Mutter Irina Cantacuzino (1869–1906). Er war zweimal verheiratet, Vater einer Tochter, und starb an einer Vergiftung im Mai 1932 in Bukarest. Die genauen Todesumstände sind unbekannt, daher blieben auch Gerüchte über einen Mordanschlag ungeklärt.

## Karriere als Rennfahrer
Die Fahrerkarriere von Ioan Ghyka Cantacuzene begann 1927, als er mit der Eigenkonstruktion des französischen Motorenkonstrukteurs René Cozette einige Geschwindigkeitsrekorde auf dem drei Jahre davor eröffneten Autodrome de Linas-Montlhéry erzielte. 1928 bestritt er gemeinsam mit seinem Bruder Gheorghe das 24-Stunden-Rennen von Le Mans. Das Brüderpaar fuhr einen der vier von der Grand Garage Saint-Didier Paris gemeldeten Chrysler 72 Six und erreichte vier Runden hinter den Teamkollegen Henri Stoffel und André Rossignol den vierten Rang im Gesamtklassement.

## Flieger
1930 besuchte er die familieneigene Flugschule Școala de Aviație Mircea și Dan Cantacuzino und machte dort eine Ausbildung zum Piloten. Die Fluglizenz ermöglichte ihm die Teilnahme an Langstrecken-Luftrennen. Sein 2000 Kilometer Nonstopflug von London nach Tetewen war 1930 rumänischer Langstreckenrekord. Es folgten Langstreckenflüge über Afrika und 1932 ein Flug von Bukarest nach Saigon und wieder zurück. Dabei legte er in 62 Stunden und 25 Minuten 25.000 Kilometer zurück. Er war dadurch der erste rumänische Flieger, der mit einem eigenen Flugzeug nach Asien flog.
Nach seinem Tod finanzierte seine Familie 1933 eine nach ihm benannte Flugshow in Rumänien.

## Statistik

### Le-Mans-Ergebnisse
| Jahr | Team                            | Fahrzeug        | Teamkollege                | Platzierung | Ausfallgrund |
| ---- | ------------------------------- | --------------- | -------------------------- | ----------- | ------------ |
| 1928 | Grand Garage Saint-Didier Paris | Chrysler 72 six | Gheorghe Ghyka Cantacuzene | Rang 4      |              |